# Potokaki
Potokaki (griechisch Ποτοκάκι (n. sg.)) ist eine vom Tourismus geprägte Küstensiedlung im Süden der griechischen Insel Samos.

## Lage
Der ehemalige Fischerort liegt an der Bucht von Tigani (Όρμος Τηγάνι) in unmittelbarer Nähe des Flughafens etwas mehr als zwei Kilometer westlich von Pythagorio.

## Geschichte
Während der Herrschaft des Polykrates befand sich beim heutigen Ort ein Nebenhafen der antiken Stadt Samos.
Auf der Samoskarte im Seefahrerbuch Kitab-ı Bahriy von Piri Reis aus dem Jahr 1525 ist an der Stelle ein Ankerplatz eingezeichnet. Zur Zeit des Fürstentums Samos im 19. Jahrhundert war Potokaki Hafen von Chora mit einigen Lagerhäusern.
Bis in die zweite Hälfte des 20. Jahrhunderts war Potokaki ein Fischerdorf mit einigen Brennereien und Seifensiedereien. Nach der offiziellen Anerkennung Potokakis als Siedlung der damaligen Landgemeinde Chora (Κοινότητα Χώρας) im Jahr 1961 und der Eröffnung des Inselflughafens 1963 entwickelte sich im Ort zunehmend ein touristisches Angebot. Potokaki verfügt über kein geschlossenes Ortsbild und ist geprägt von kleinen Hotels, Apartmentanlagen, Tavernen und Nachtclubs. In den vergangenen Jahren wurde der Strand von Potokaki wiederholt mit der Blauen Flagge ausgezeichnet. Der Strand von Potokaki (Παραλία Ποτοκάκι Paralía Potokáki) wurde 1995 als Badegewässer ausgewiesen. Seit 2010 wird die Wasserqualität regelmäßig nach der EG-Badegewässerrichtlinie überprüft und seit 2014 immer mit ausgezeichnet bewertet.
Einwohnerentwicklung von Potokaki
Ludwig Ross erwähnt, dass der Ort 1841 bewohnt war. Die Ergebnisse der griechischen Volkszählungen führen erstmals ab dem Jahr 1961 Einwohnerangaben zu Potokaki.
| Jahr     | 1961 | 1971 | 1981 | 1991 | 2001 | 2011 |
| -------- | ---- | ---- | ---- | ---- | ---- | ---- |
| Potokaki | 062  | 019  | 018  | 033  | 049  | 122  |